# کورتینا دامپتزو

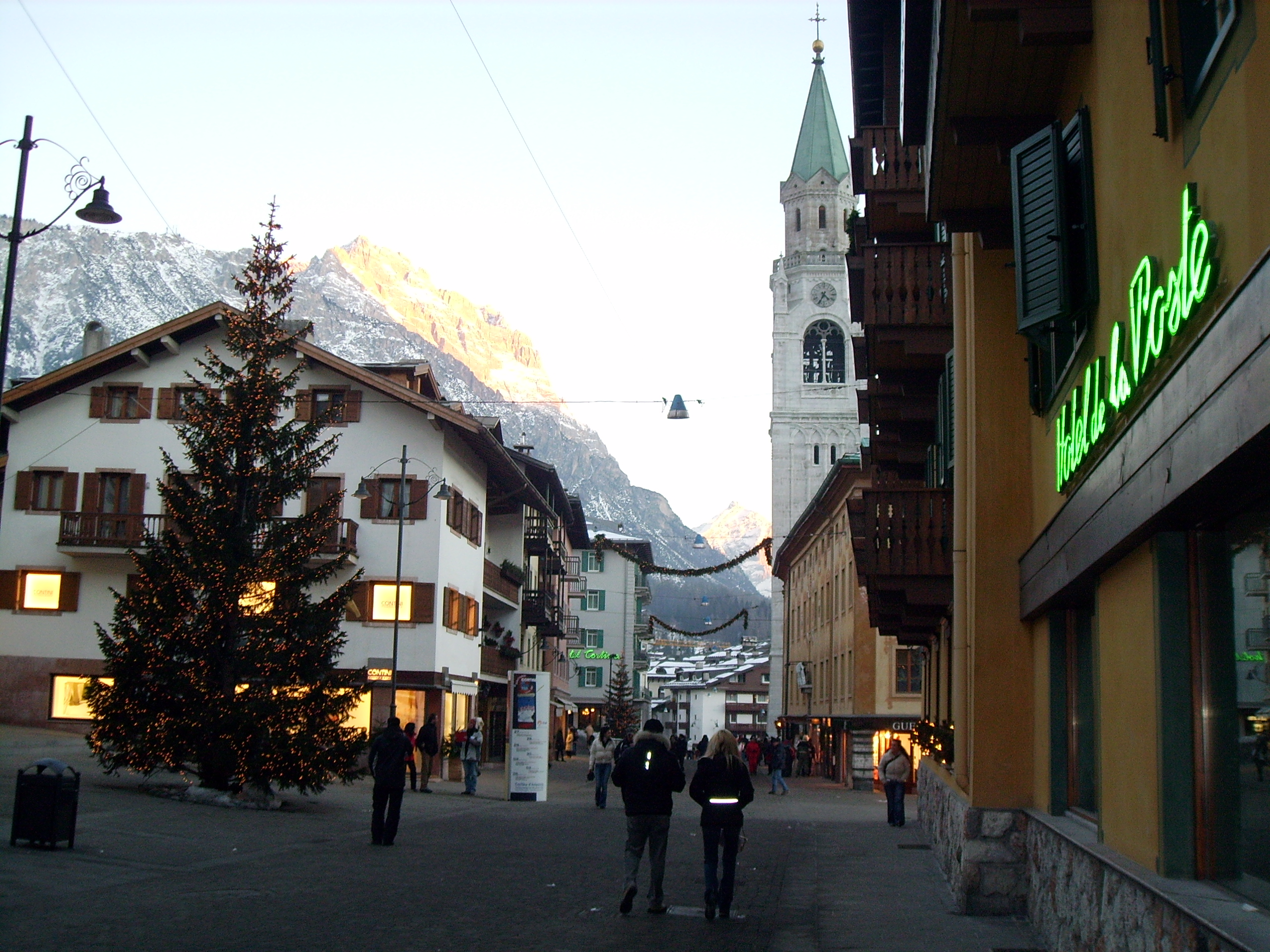

کورتیا دامپتزو (به ایتالیایی: Cortina d'Ampezzo) یک شهرک در بخش آلپ استان بلونو، ونتو شمال ایتالیا است. به خاطر داشتن پیست اسکی مشهوری نیز مشهور است. این شهر میزبان بازی‌های المپیک زمستانی ۱۹۵۶ بوده‌است.

## المپیک زمستانی ۲۰۲۶
کورتیا دامپتزو و میلان با کسب ۴۷ رای از جانب کمیته بین‌المللی المپیک، به طور مشترک میزبانی بازی‌های المپیک زمستانی سال ۲۰۲۶ انتخاب شدند.